# Ahab

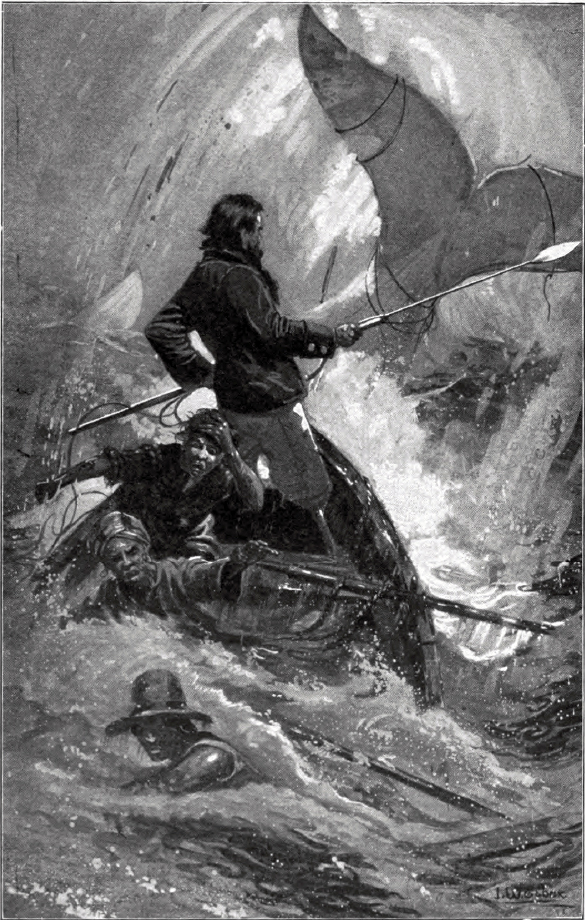
Ahab vecht met Moby Dick

Ahab is de kapitein op de Pequod, de walvisvaarder die op jacht gaat naar de witte walvis, Moby Dick, in het gelijknamige boek van Herman Melville.
Een walvisvaarder wordt bemand door een strikt hiërarchisch gerangschikte bemanning, die ieder een deel van de opbrengst krijgen, die wordt bepaald naar hun waarde in het bemachtigen van de prooi. Zo is een harpoenier meer waard dan een roeier. De kapitein heeft onder zich drie stuurlui: (Starbuck, Stubb en Flask), met elk een harpoenier, respectievelijk Queequeq, Tashtego en Dagoo. Fedallah is de harpoenier van de kapitein. Dan komen de matrozen die de walvisboten bemannen, zoals de oude Manx. Daarnaast zijn er nog de helpers die meevaren maar niet direct verbonden zijn met de walvisjacht: Pip (Ahabs privé-bediende), Perth (de smid) en de timmerman.
Voor Ahab geboren werd, waren er al profetieën die zijn moeder hem zijn naam deden geven, naar Achab, zoon van Omri, over wie geschreven staat in het boek der Koningen, dat hij meer kwaad deed in de ogen van de Heer dan allen die voor hem waren, dat hij een heilig bos maakte en een ivoren huis bouwde.
Ahab zelf wil dit liever vergeten. Hij is van de rest van de mensheid onderscheiden door een litteken van kop tot teen. De een meent dat hij ermee geboren is, de ander verklaart dat hij veertig was toen hij het kreeg. Ahab zelf spreekt erover in orakelachtige taal.
In elk geval was hij voor de vorige, en wellicht de eerste, aanvaring met Moby Dick een uitzonderlijk man, een esthetische held. Sinds zijn vorige ontmoeting met Moby Dick heeft hij een kunstbeen gemaakt van een walviskaak. Hij is er niet alleen fysiek door getekend, ook psychisch, want hij gelooft dat Moby Dick hem achtervolgt en niet andersom. Anderzijds laat hij de harpoeniers een eed zweren de walvis te achtervolgen tot de dood.
In het gevecht met de walvis zelf gebruikt de kapitein zwarte magie, en gooit alles en iedereen in het spel om zijn buit binnen te halen.
Op een cd The Union uit 2010 van Elton John in samenwerking met Leon Russell, staat een nummer "Hey Ahab" dat gewijd is aan deze romanfiguur. 